# Muhammad Ali x Sonny Liston
As duas lutas entre Muhammad Ali e Sonny Liston pelo Campeonato Mundial de Pesos Pesados de boxe estão entre as mais esperadas, assistidas e polêmicas da história do esporte. A revista Sports Illustrated nomeou seu primeiro encontro, a luta Liston-Clay (Ali ainda não tinha mudado seu nome de Cassius Clay), como o quarto maior momento esportivo do século XX.
A primeira luta foi realizada em 25 de fevereiro de 1964 em Miami Beach, Flórida. que estava em 7-1, venceu em uma grande virada, quando Liston desistiu na abertura do sétimo round (depois de ser claramente dominado no sexto). Sua segunda luta foi em maio de 1965 em Lewiston, Maine, que Ali venceu com um nocaute no primeiro round.